# Baruch Dego
Baruch Dego (hebräisch ברוך דגו) (* 26. März 1981 in Addis Abeba) ist ein ehemaliger israelischer Fußballspieler, äthiopischer Abstammung.

## Karriere

### Vereine
Aus Äthiopien in den 1990er Jahren mit der Familie nach Israel ausgewandert, begann Dego in der Jugendabteilung des FC Maccabi Ironi Aschdod mit dem Fußballspielen. Bereits als 16-Jähriger rückte er im Jahr 1997 in die Erste Mannschaft auf und kam in der Saison 1998/99 in 24 Punktspielen, seinen ersten im Seniorenbereich, in der Liga Leumit, der seinerzeit höchsten Spielklasse im israelischen Fußball, zum Einsatz, in denen er drei Tore erzielte – seine vorerst letzten für den Verein.
Mit Gründung der Ligat ha’Al als höchste Spielklasse im Jahr 1999 als Ergebnis der Neuorganisation des Ligasystems durch die Israel Football Association, spielte Dego nunmehr für den FC Aschdod in dieser; in seiner ersten Saison erzielte er fünf Tore in 36 von 39 Punktspielen und belegte mit dem 1999 gegründeten Verein den achten Platz in einem Teilnehmerfeld von 14 Mannschaften. Nach nur fünf Punktspielen (1. bis 5. Spieltag) in der Vorrunde verließ er den Verein am Saisonende und begab sich nach Tel Aviv.
Mit fünf Saisons für Maccabi Tel Aviv, in denen er 139 Punktspiele bestritten und 26 Tore erzielt hatte, verblieb er die längste Zeit bei einem Verein. In diesem Zeitraum gewann der seine einzige Meisterschaft, sowie drei Pokalsiege; des Weiteren kam er in elf Spielen um den nationalen Vereinspokal zum Einsatz, in denen er bei seiner Premiere 2000/01 seine einzigen zwei Tore erzielte. International bestritt er im Wettbewerb um den UEFA-Pokal acht Spiele, in denen er drei Tore erzielte – Qualifikationsspiele eingeschlossen. In der Champions League waren es drei Qualifikationsspiele und vier in der Gruppenphase, in der er die gleiche Anzahl an Toren erzielte. Sein Debüt am 15. September 2004 im heimischen Ramat-Gan-Stadion wurde zum Auftakt der Gruppe C mit 0:1 gegen den FC Bayern München verloren. In seinen drei folgenden Gruppenspielen, die zugleich die letzten in der Gruppe waren, erzielte er beim 2:1-Sieg über Ajax Amsterdam beide Tore, sowie jeweils eins bei der 1:5-Niederlage beim FC Bayern München per Strafstoß zum 1:3 in der 55. Minute und beim 1:1-Unentschieden gegen Juventus Turin; damit avancierte er zum einzigen Torschützen seinen Vereins.
Nach drei Saisons für den Liga- und Stadtrivalen Hapoel Tel Aviv, für den er elf Tore in 88 Punktspielen, jeweils zwei Tore in neun nationalen und 16 internationalen Pokalspielen erzielt und zweimal den nationalen Vereinspokal gewonnen hatte, verließ er den Verein.
Von 2008 bis 2010 erneut für den FC Aschdod aktiv, betritt er insgesamt 36 Punktspiele, in dem ihm ein Tor gelang. Während seiner Vereinszugehörigkeit wurde er ab dem 5. Januar 2010 bis Ende der Saison auf Leihbasis an den zyprischen Erstliganeuling Nea Salamis Famagusta abgegeben. Danach wurde er für eine Saison vom zyprischen Erstligisten Apollon Limassol verpflichtet, bei dem er in der First Division fünfmal Berücksichtigung erfuhr.
Nach Israel zurückgekehrt, spielte er von 2011 bis zum Ende seiner Spielerkarriere 2019 für vier weitere Vereine. Zunächst für den Erstliganeuling Hapoel Ironi HaScharon (30 Vorrundenspiele und 6 Abstiegsrundenspiele), in der laufenden Folgesaison (nach 13 weiteren Punktspielen) – zum Zweitligisten Zweitligisten Hapoel Ironi Rischon LeZion gewechselt – für diesen elfmal.
Mit dem Zweitligisten Hapoel Aschkelon stieg er nach seiner ersten Saison in die drittklassige Liga Alef ab, kehrte als Meister in die Liga Leumit zurück, aus dieser er als Zweitplatzierter gar in die Ligat ha’Al aufgestiegen ist. Seine letzten beiden Jahre dorthin zurückgekehrt wo einst alles begann, ließ er seine Spielerkarriere ausklingen – beim FC Maccabi Ironi Aschdod in der vierten Liga.

### Nationalmannschaft
Dego durchlief in insgesamt 22 Länderspielen die Nachwuchsnationalmannschaften der Altersklasse U16 bis U21, bevor er im Jahr 2003 sein Debüt in der A-Nationalmannschaft gab. Am 12. Februar bestritt er im Ramat-Gan-Stadion, im Vorort von Tel Aviv, das mit 2:0 gewonnene Länderspiel gegen die Nationalmannschaft Armeniens mit Einwechslung für Michael Zandberg in der 73. Minute. Seinen letzten Einsatz als Nationalspieler hatte er am 5. März 2003 an selber Stätte beim torlosen Remis gegen die Nationalmannschaft Moldawiens.

## Erfolge
- Israelischer Meister: 2002/03
- Israelischer Pokalsieger: 2000/01, 2001/02, 2004/05, 2005/06, 2006/07